# Hüseyinbeyoğlu, Yenice
Hüseyinbeyoğlu là một xã thuộc huyện Yenice, tỉnh Karabük, Thổ Nhĩ Kỳ. Dân số thời điểm năm 2010 là 81 người.